# Моратінос
Моратінос (ісп. Moratinos) — муніципалітет в Іспанії, у складі автономної спільноти Кастилія-і-Леон, у провінції Паленсія. Населення — 69 осіб (2010).
Муніципалітет розташований на відстані близько 240 км на північний захід від Мадрида, 49 км на північний захід від Паленсії.
На території муніципалітету розташовані такі населені пункти: (дані про населення за 2010 рік)
- Моратінос: 20 осіб
- Сан-Ніколас-дель-Реаль-Каміно: 49 осіб

## Демографія
Динаміка населення (INE ):